# Fritz von Scholz
Fritz von Scholz, né le 9 décembre 1896 à Pilsen et mort au combat le 28 juillet 1944 lors de la bataille de la ligne Tannenberg à Narva, est un militaire austro-hongrois puis allemand ayant servi durant la Première et la Seconde Guerre mondiale. Durant la Seconde Guerre mondiale il était officier de la Waffen SS.
Il a été décoré de la croix de chevalier de la croix de fer avec feuilles de chêne et glaives.